# Евровидение-1958
Конкурс песни Евровидение 1958 (англ. Eurovision Song Contest 1958; фр. Concours Eurovision de la chanson 1958; нидерл. Eurovisie Songfestival 1958) — 3-й конкурс песни «Евровидение». Проходил в Хилверсюме (Нидерланды) 12 марта 1958 года, благодаря победе Корри Броккен с песней «Net als toen» годом ранее.
В конкурсе приняли участие 10 стран. Состоялся дебют Швеции, в то время, как Великобритания отказалась от участия.
Конкурс выиграл Андре Клаво, представлявший Францию с песней «Dors, mon amour» («Спи, моя любовь»). Также в топ-5 вошли Швейцария, Италия (представившая на этом конкурсе песню «Nel blu dipinto di blu»), Швеция, Бельгия и Австрия.

## Место проведения
Хи́лверсюм (нидерл. Hilversum) — община и город в Нидерландах, на востоке провинции Северная Голландия, в местности Эт-Хой (нидерл. Het Gooi). На территории общины находится первая телевизионная станция страны — Nederland 1.
Выбор места проведения очередного Евровидения пал на студию «Авро» (нидерл. Algemene Vereniging Radio Omroep).

## Формат
Как и годом ранее, жюри оглашало результаты по телефону, объявляя сколько баллов они отдали каждой из песен.
Представителю Италии Доменико Модуньо пришлось исполнить свою песню дважды из-за проблем с приёмом телесигнала в некоторых странах.

## Участвующие страны
Конкурс 1958 года стал первым для Швеции, страны, которая в будущем станет одной из самых успешных участниц Евровидения. От участия в конкурсе отказалась Великобритания. Таким образом, Евровидение-1958 стало вторым (после конкурса 1956 года) без представителей Соединённого Королевства, и без единой песни на английском языке.
Победительницы двух первых конкурсов — Лиз Ассиа и Корри Броккен, приняли участие и в этом. Для обеих это было третье, и последнее, появление на Евровидении в качестве участниц. В то время, как Ассиа заняла второе место, исполнив первую в историю конкурса песню на двух языках, Броккен заняла последнее место — это первый случай, в котором страна, принимающая конкурс, заняла в нём последнее место, и единственный в XX веке (следующие подобные случаи произошли с Австрией в 2015 году и с Португалией в 2018 году).
Несмотря на третье место, самой успешной песней конкурса стала итальянская «Nel blu, dipinto di blu», более известная, как «Volare». В 1959 году, на первой церемонии «Грэмми», она была отмечена наградами за лучшую песню и лучшую запись года, и до сих пор является единственной песней года не на английском языке, а также единственной песней с конкурса Евровидение, удостоенной премии «Грэмми».
|  |  |  |  |

| Страна         | Вещатель  | Исполнитель      | Песня                              | Перевод                            | Язык                  | Автор(ы)                                  | Дирижёр              |
| -------------- | --------- | ---------------- | ---------------------------------- | ---------------------------------- | --------------------- | ----------------------------------------- | -------------------- |
| Австрия        | ÖRF       | Лиана Августин   | «Die ganze Welt braucht Liebe»     | «Весь мир нуждается в любви»       | Немецкий              | Гюнтер Леопольд, Курт Вернер              | Вилли Фантль         |
| Бельгия        | INR       | Фуд Леклерк      | «Ma petite chatte»                 | «Моя маленькая киска»              | Французский           | Андре Доэ                                 | Дольф ван дер Линден |
| Германия       | ARD (WDR) | Марго Хильшер    | «Für zwei Groschen Musik»          | «Музыка за два гроша»              | Немецкий              | Вальтер Брандин, Фридрих Майер, Фред Раух | Дольф ван дер Линден |
| Дания          | SR        | Ракель Растенни  | «Jeg rev et blad ud af min dagbog» | «Я вырвала лист из моего дневника» | Датский               | Гарри Йенсен                              | Кай Мортенсен        |
| Италия         | RAI       | Доменико Модуньо | «Nel blu, dipinto di blu»          | «В синеве, разрисованный синим»    | Итальянский           | Франко Мильяччи, Доменико Модуньо         | Альберто Семприни    |
| Люксембург     | CLT       | Соланж Берри     | «Un grand amour»                   | «Великая любовь»                   | Французский           | Мишель Эрик, Моник Ланис, Раймон Рош      | Дольф ван дер Линден |
| Нидерланды (Х) | NTS       | Корри Броккен    | «Heel de wereld»                   | «Целый мир»                        | Нидерландский         | Бенни Вреден                              | Дольф ван дер Линден |
| Франция        | RTF       | Андре Клаво      | «Dors, mon amour»                  | «Спи, моя любовь»                  | Французский           | Пьер Деланоэ, Юбер Жиро                   | Франк Пурсель        |
| Швейцария      | SRG SSR   | Лиз Ассиа        | «Giorgio»                          | «Джорджо»                          | Немецкий, итальянский | Пауль Буркхард, Фридолин Чуди             | Пауль Буркхард       |
| Швеция         | SR        | Алис Бабс        | «Lilla stjärna»                    | «Звёздочка»                        | Шведский              | Оке Герхард, Гуннар Версен                | Дольф ван дер Линден |

### Вернувшиеся исполнители
- Бельгия: Фуд Леклерк
  - «Евровидение-1956»
- Германия: Марго Хильшер
  - «Евровидение-1957» — 4 место
- Нидерланды: Корри Броккен
  - «Евровидение-1956»
  - «Евровидение-1957» — 1 место
- Швейцария: Лиз Ассиа
  - «Евровидение-1956» — 1 место
  - «Евровидение-1957» — 8 место

## Результаты
| №  | Страна         | Песня                              | Место | Баллы |
| -- | -------------- | ---------------------------------- | ----- | ----- |
| 01 | Италия         | «Nel blu, dipinto di blu»          | 3     | 13    |
| 02 | Нидерланды (Х) | «Heel de wereld»                   | 9     | 1     |
| 03 | Франция        | «Dors, mon amour»                  | 1     | 27    |
| 04 | Люксембург     | «Un grand amour»                   | 9     | 1     |
| 05 | Швеция         | «Lilla stjärna»                    | 4     | 10    |
| 06 | Дания          | «Jeg rev et blad ud af min dagbog» | 8     | 3     |
| 07 | Бельгия        | «Ma petite chatte»                 | 5     | 8     |
| 08 | Германия       | «Für zwei Groschen Musik»          | 7     | 5     |
| 09 | Австрия        | «Die ganze Welt braucht Liebe»     | 5     | 8     |
| 10 | Швейцария      | «Giorgio»                          | 2     | 24    |

## Голосование
|           |            | Результаты |         |            |        |       |         |          |         |           |   |   |
| Всего     | Италия     | Нидерланды | Франция | Люксембург | Швеция | Дания | Бельгия | Германия | Австрия | Швейцария |   |   |
| Участники | Италия     | 13         |         | 1          | 1      | -     | 1       | -        | 4       | 4         | 1 | 1 |
| Участники | Нидерланды | 1          | -       |            | -      | -     | -       | -        | -       | -         | - | 1 |
| Участники | Франция    | 27         | 6       | -          |        | 1     | 1       | 9        | 1       | 1         | 7 | 1 |
| Участники | Люксембург | 1          | -       | -          | -      |       | -       | -        | -       | -         | - | 1 |
| Участники | Швеция     | 10         | -       | 2          | -      | 3     |         | -        | 1       | -         | 1 | 3 |
| Участники | Дания      | 3          | -       | 1          | 1      | -     | 1       |          | -       | -         | - | - |
| Участники | Бельгия    | 8          | -       | -          | -      | -     | 1       | 1        |         | 5         | - | 1 |
| Участники | Германия   | 5          | -       | -          | 2      | -     | 1       | -        | 1       |           | 1 | - |
| Участники | Австрия    | 8          | -       | -          | 3      | 1     | 1       | -        | 1       | -         |   | 2 |
| Участники | Швейцария  | 24         | 4       | 6          | 3      | 5     | 4       | -        | 2       | -         | - |   |

## Трансляция
Таблица, приведённая ниже, показывает порядок, в котором отдавались голоса во время конкурса 1958 года, и имена представителей, ответственных за объявление голосов в соответствующих странах. Каждый национальный вещатель также отправил на конкурс комментаторов, для того, чтобы обеспечить охват конкурса на родном языке. Подробная информация о комментаторах и вещателях также представлена в таблице, приведённой ниже.

### Глашатаи
1. Швейцария — Мэни Вебер
2. Австрия — Карл Брук
3. Германия — Клаудия Дорен
4. Бельгия — Поль Эрреман
5. Дания — Бент Хенниус
6. Швеция — Роланд Эйворт[8]
7. Люксембург — Пьер Бельмар
8. Франция — Арман Лану
9. Нидерланды — Пит те Нёйл
10. Италия — Фульвия Коломбо

### Комментаторы

#### Участвующие страны
- Италия — Бьянка Мария Пиччинино (RAI)
- Нидерланды — Зибе ван дер Зи (NRU и NTS)[9]
- Франция — Пьер Черния (RTF)[10]
- Люксембург — Жак Навадик (CLT)
- Швеция — Ян Габриэльссон (SR)[11]
- Дания — Гуннар Хансен (SR)
- Бельгия — Арлетт Винсент (INR); Нанд Баэрт (NIR)
- Германия — Вольф Миттлер (ARD)
- Австрия — Питер Александер (ÖRF)
- Швейцария — Жорж Арди и Теодор Халлер (SRG SSR)

#### Неучаствующие страны
- Великобритания — Питер Хейг и Том Слоан (BBC)